# Mónica Travieso
Mónica Travieso (San José de Mayo, 29 de marzo de 1959) es una política uruguaya perteneciente al Frente Amplio, diputada por el departamento de San José. 

## Biografía
Mónica Travieso nació en San José de Mayo, capital del departamento de San José. Cursó sus estudios primarios en el Colegio privado de San José y los terminó en la Escuela Pública N.º 51. Sus estudios secundarios los realizó en el liceo departamental N.º  1. Actualmente está casada, tiene tres hijas y tres nietos.

## Actividad política
Travieso comenzó a militar clandestinamente en 1980, cuando vivía en Montevideo. Integró Amnistía Internacional y la Comisión por la liberación de Presos Políticos. También se integró a la militancia que se demostraba en contra de la reforma de la Constitución que impulsaban los militares de la dictadura. En 1982 trabajó por el voto en blanco en la elección de autoridades de los partidos políticos, donde el Frente Amplio, su partido, estaba proscrito.
En 1985, reinstalados los comités de base, Travieso comienza a militar dentro del Comité de Base del Frente Amplio, en el barrio de Punta Carretas.
En las elecciones nacionales del 31 de octubre de 2004, integró la hoja de votación del Movimiento de Participación Popular, dentro del Frente Amplio, para representar al departamento de San José en la Cámara de Diputados. Finalmente resulta elegida para tal cargo. Desde entonces integra la Comisión Permanente de Vivienda, Territorio y Medio Ambiente, donde ejerció la vicepresidencia en el 2005, y la Comisión Especial sobre marco cooperativo; durante el año 2006 integró la Comisión de Género y Equidad de la Cámara de Representantes.